# Nederlandske kunstnere
Dette er en liste over nederlandske kunstnere, som enten blev født eller virkede i Nederlandene. Informationerne på den følgende liste tager alle udgangspunkt i Det Nederlandske Institut for Kunsthistories database over nederlandske kunstnere.

## 14. og 15. århundrede

### B
- Bosch, Hieronymus ('s-Hertogenbosch, Noord-Brabant 1450 – 's-Hertogenbosch, Noord-Brabant 1516)
- Bouts, Dieric (Haarlem, Noord-Holland 1415 – Leuven, Vlaams-Brabant (Belgien) 1475)

### C
- Christus, Petrus (Baarle, Noord-Brabant/Antwerpen (Belgien) ca. 1410/1420 – Brugge, West-Vlaanderen (Belgien) 1476)

## 16. århundrede

### A
- Aertsen, Pieter (Amsterdam, Noord-Holland 1508 – Amsterdam, Noord-Holland 1575)

### B
- Barendsz., Dirck (Amsterdam, Noord-Holland 1534 – Amsterdam, Noord-Holland 1592)
- Bruegel d.æ, Pieter (Breda, Noord-Brabant? 1525 – Bruxelles (Belgien) 1569)

### G
- Gossaert, Jan (Maubeuge, Nord (Frankrig) 1478 – Middelburg, Zeeland 1532)

### M
- Mander, Karel van (Meulebeke, West-Vlaanderen (Belgien) 1548 – Amsterdam, Noord-Holland 1606)

## 17. århundrede

### A
- Ast, Balthasar van der (Middelburg, Zeeland 1593 – Delft, Zuid-Holland 1657)

### B
- Baburen, Dirck van (Wijk bij Duurstede, Utrecht 1595 – Utrecht, Utrecht 1624)
- Beerstraaten, Jan Abrahamsz. (Amsterdam, Noord-Holland 1622 – Amsterdam, Noord-Holland 1666)
- Beijeren, Abraham van (Haag, Zuid-Holland 1620 – Rotterdam, Zuid-Holland 1690)
- Bijlert, Jan van (Utrecht, Utrecht 1597 – Utrecht, Utrecht 1671)
- Bloemaert, Abraham (Gorinchem, Zuid-Holland 1566 – Utrecht, Utrecht 1651)
- Bloemaert, Hendrick (Utrecht, Utrecht 1601 – Utrecht, Utrecht 1672)
- Bol, Ferdinand (Dordrecht, Zuid-Holland 1616 – Amsterdam, Noord-Holland 1680)
- Borch, Gerard ter (Zwolle, Overijssel 1617 – Deventer, Overijssel 1681)

### C
- Cornelisz., Cornelis (Haarlem, Noord-Holland 1562 – Haarlem, Noord-Holland 1638)
- Cuyp, Aelbert (Dordrecht, Zuid-Holland 1620 – Dordrecht, Zuid-Holland 1691)

### D
- Dujardin, Karel (Amsterdam, Noord-Holland 1626 – Venedig, Venedig (Italien) 1678)

### E
- Eckhout, Albert (Groningen, Groningen ca. 1610 – Groningen, Groningen ca. 1665)
- Everdingen, Allaert van (Alkmaar, Noord-Holland 1621 – Amsterdam, Noord-Holland 1675)
- Everdingen, Cesar Boetius van (Alkmaar, Noord-Holland 1617 – Alkmaar, Noord-Holland 1678)

### F
- Fabritius, Barent (Middenbeemster, Noord-Holland 1624 – Amsterdam, Noord-Holland 1673)
- Fabritius, Carel (Middenbeemster, Noord-Holland 1622 – Delft, Zuid-Holland 1654)

### H
- Haarlem, Cornelis Cornelisz. van (Haarlem, Noord-Holland 1562 – Haarlem, Noord-Holland 1638)
- Hals, Frans (Antwerpen, Antwerpen (Belgien) 1582 – Haarlem, Noord-Holland 1666)
- Helst, Bartholomeus van der (Haarlem, Noord-Holland 1613 – Amsterdam, Noord-Holland 1670)
- Hobbema, Meindert (Amsterdam, Noord-Holland 1638 – Amsterdam, Noord-Holland 1709)
- Hooch, Pieter de (Rotterdam, Zuid-Holland 1629 – Amsterdam, Noord-Holland 1684)
- Houbraken, Arnold (Dordrecht, Zuid-Holland 1660 – Amsterdam, Noord-Holland 1719)

### K
- Kalf, Willem (Rotterdam, Zuid-Holland 1619 – Amsterdam, Noord-Holland 1693)
- Koninck, Philips (Amsterdam, Noord-Holland 1619 – Amsterdam, Noord-Holland 1688)

### L
- Lastman, Pieter (Amsterdam, Noord-Holland 1583 – Amsterdam, Noord-Holland 1633)
- Lievens, Jan (Leiden, Zuid-Holland 1607 – Amsterdam, Noord-Holland 1674)

### M
- Maes, Nicolaes (Dordrecht, Zuid-Holland 1634 – Amsterdam, Noord-Holland 1693)
- Mieris, Jan van (Leiden, Zuid-Holland 1660 – Rom, Rom (Italien) 1690)

### P
- Poorter, Willem de (Haarlem, Noord-Holland 1608 – Heusden, Noord-Brabant? > 1648)
- Potter, Paulus (Enkhuizen, Noord-Holland 1625 – Amsterdam, Noord-Holland 1654)

### R
- Rembrandt (Leiden, Zuid-Holland 1606 – Amsterdam, Noord-Holland 1669)
- Ruysdael, Salomon van (Naarden, Noord-Holland 1600 – Haarlem, Noord-Holland 1670)

### S
- Steen, Jan Havicksz. (Leiden, Zuid-Holland 1626 – Leiden, Zuid-Holland 1679)
- Storck, Abraham (Amsterdam, Noord-Holland 1644 – Amsterdam, Noord-Holland 1708)

### V
- Vermeer, Johannes (Delft, Zuid-Holland 1632 – Delft, Zuid-Holland 1675)

### W
- Wijnants, Jan (Haarlem, Noord-Holland 1632 – Amsterdam, Noord-Holland 1684)

## 18. århundrede

### D
- Drielst, Egbert van (Groningen, Groningen 1745 – Amsterdam, Noord-Holland 1818)

### H
- Huysum, Jan van (Amsterdam, Noord-Holland 1682 – Amsterdam, Noord-Holland 1749)

### M
- Mieris, Willem van (Leiden, Zuid-Holland 1662 – Leiden, Zuid-Holland 1747)

### R
- Ruysch, Rachel (Haag, Zuid-Holland 1664 – Amsterdam, Noord-Holland 1750)

## 19. århundrede

### A
- Alma-Tadema, Lawrence (Dronrijp, Friesland 1836 – Wiesbaden, Hessen (Tyskland) 1912)

### E
- Eerelman, Otto (Groningen, Groningen 1839 – Groningen, Groningen 1926)

### G
- Gogh, Vincent van (Zundert, Noord-Brabant 1853 – Auvers-sur-Oise, Val-d'Oise (Frankrig) 1890)

### M
- Maris, Willem (Haag, Zuid-Holland 1844 – Haag, Zuid-Holland 1910)
- Mesdag, Hendrik Willem (Groningen, Groningen 1831 – Haag, Zuid-Holland 1915)

### S
- Scheffer, Ary (Dordrecht, Zuid-Holland 1795 – Argenteuil, Val-d'Oise (Frankrig) 1858)
- Schwartze, Thérèse (Amsterdam, Noord-Holland 1851 – Amsterdam, Noord-Holland 1918)

## 20. århundrede

### A
- Appel, Karel (Amsterdam, Noord-Holland 1921 – Zürich, Zürich (Schweiz) 2006)

### B
- Bruna, Dick (Utrecht, Utrecht 1927 – Utrecht, Utrecht 2017)

### C
- Corneille (Liège, Liège (Belgien) 1922 – Paris, Paris (Frankrig) 2010)

### D
- Dongen, Kees van (Rotterdam, Zuid-Holland 1877 – Monte Carlo (Monaco) 1968)

### E
- Escher, Maurits Cornelis (Leeuwarden, Friesland 1898 – Hilversum, Noord-Holland 1972)

### F
- Frankot, Roelof (Meppel, Drenthe 1911 – Raalte, Overijssel 1984)

### G
- Golden, Daan van (Rotterdam, Zuid-Holland 1936 – Schiedam, Zuid-Holland 2017)

### K
- Kampen, David van (Leeuwarden, Frisland født 1933)
- Kooning, Willem de (Rotterdam, Zuid-Holland 1904 – East Hampton, New York (USA) 1997)
- Krause, Eva (Düsseldorf, Tyskland født 1970)

### L
- Lucebert (Amsterdam, Noord-Holland 1924 – Alkmaar, Noord-Holland 1994)

### M
- Mondrian, Piet (Amersfoort, Utrecht (provins) 1872 – New York City, New York (USA) 1944)

### N
- Nieuwenhuys, Jan (Amsterdam, Noord-Holland 1922 – Amsterdam, Noord-Holland 1986)

### R
- Roo, Roelof de (Eerbeek, Gelderland født 1944)

### S
- Soonius, Louis (Den Haag, Zuid-Holland 1883 – Den Haag, Zuid-Holland 1956)

### W
- Wolvecamp, Theo (Hengelo, Overijssel 1925 – Amsterdam, Noord-Holland 1992)